# Kisráska
Kisráska (szlovákul: Malé Raškovce) község Szlovákiában, a Kassai kerület Nagymihályi járásában.

## Fekvése
Nagymihálytól 21 km-re délre, a Laborc mellett fekszik.

## Története
Nevét 1220-ban László király adománylevelében említették először, amikor a falut a Buttkai családnak adományozta. Később, 1403-ban Zsigmond király Pány Ferencnek és fiának adományozta a falut.
1411-ben már a Buttkai családé, majd rajtuk kívül a Batthyány, Ráskai, és Málczai családoknak volt itt nagyobb birtoka.
A 18. század végén Vályi András így ír róla: „Kis Ráska, és Nagy Ráska. Két magyar falu Zemplén Vármegyében, földes Uraik több Uraságok, lakosaik katolikusok, és reformátusok, fekszenek Latorcza vize’ partyánál, Butykához nem meszsze, és annak filiáji, határbéli földgyeik jók, első osztálybéliek.”
Az 1800-as évek első felében Tasnády Péter is birtokos volt itt, aki az 1831 évi úgynevezett koleralázadást vezette.
Fényes Elek 1851-ben kiadott geográfiai szótárában így ír a faluról: „Ráska, (Kis), magyar-tót falu, Zemplén vmegyében, Hegyi fil. 122 romai, 31 g. kath., 8 evang., 128 ref., 10 zsidó lak. Ref. anyatemplom, 565 hold termékeny szántófölddel, vizimalommal a Latorcza vizén. F. u. többen. Ut. p. Nagy-Mihály.”
Borovszky Samu monográfiasorozatának Zemplén vármegyét tárgyaló része szerint: „Kisráska, laborczmenti magyar kisközség 79 házzal s 319, nagyobbára református vallású lakossal. Postája Málcza, távírója Deregnyő, vasúti állomása Bánócz. Ősrégi község, melyre 1220-ban már a Buttkaiak királyi adományt kaptak. Azután a Ráskaiaké, mely család innen veszi a nevét is. 1403-ban Zsigmond király Pány Ferencznek és fiának adományozza, de 1411-ben már a Buttkai, Ráskai s a Márki család kapja. 1451-ben Pálóczi Jánost iktatják egy részének birtokába. 1477-ben Ráskai Miklós a maga részjószágát Buttkai Andrásnak zálogosítja el. Ez időben a nagyráskai vár tartozéka volt. 1480-ban Ráskai Jánost iktatják birtokába. 1541-ben Sárosy Lukács, hét évvel később Bozoki Fülöp és István, egy évvel ezután Imregi Gazdag Balázs, 1561-ben pedig Csicseri Orosz Zsigmond is kapnak itt részeket, de Vékey Ferencz is birtokosa, ki a maga részét leányának, Csapy Gergelynének hagyományozza. 1580-ban Palatjhay Miklóst és Lorántffy Farkast iktatják egyes részekbe, de 1598-ban már Keresztes Tamás, Eödönffy Kristóf, Soós Kristóf, Somogyi Boldizsár, Ráskay György és Mihály vannak birtokosaiul megnevezve. 1629-ben Sennyey Sándornak, húsz évvel később Sándor Miklósnak, Soós Gábornak és Horváth Györgynek, 1687-ben Serédy Gáspárnak is van itt birtoka. 1730-ban Isaák Istvánt iktatják egyik részébe. Újabbkorbeli földesurai az Újhelyi, Vályi, Kulin, Stépán, Mészáros, Kiss, Bessenyey, Szinnyey, Thuránszky, Richter, Nedeczky, Tasnády, Aisdorfer, Szent-Léleky, Horváth, Wiczmándy, Janthó, Pócs, Ocskay és Terestyényi családok. Most nincs nagyobb birtokosa. 1831-ben, a községben dúlt kolera következtében, lakosai fellázadtak. Református temploma 1838-ban épült.”
1920-ig Zemplén vármegye Nagymihályi járásához tartozott, majd az újonnan létrehozott csehszlovák államhoz csatolták. 1938 és 1945 között ismét Magyarország része.

## Népessége
| Év:            | 1994. | 2004.   | 2014.   | 2024.    |
| -------------- | ----- | ------- | ------- | -------- |
| Emberek száma: | 264   | 245     | 248     | 220      |
| Eltérés:       |       | -7,19 % | +1,22 % | -11,29 % |

| Év:            | 2023. | 2024.   |
| -------------- | ----- | ------- |
| Emberek száma: | 222   | 220     |
| Eltérés:       |       | -0,90 % |

1910-ben 314-en, túlnyomórészt magyar anyanyelvűek lakták.
2001-ben 254 lakosából 129 magyar és 123 szlovák volt.
2011-ben 246 lakosából 136 magyar és 98 szlovák volt.

## Nevezetességei
- Az 1831. évi koleralázadás emlékműve.

## Híres emberek
- Itt született Tasnádi Péter, az 1831. évi parasztlázadás, az ún. „koleralázadás” vezére.
- Itt született 1823. december 23-án Árvay József pedagógus, királyi tanácsos, tankönyvíró, tanfelügyelő, a sárospataki tanítóképző igazgatója, a Sárospataki Füzetek szerkesztője.